# 绿洲路街道
绿洲路街道，是中华人民共和国新疆维吾尔自治区昌吉回族自治州昌吉市下辖的一个乡镇级行政单位。

## 行政区划
绿洲路街道下辖以下地区：
双河社区、西域社区、绿园社区、净化社区、庭州社区、屯河社区、博文社区、艺园社区、揽翠社区、泰昆社区、农科社区和昌化社区。